# Johnny Thunder
Johnny Thunder è il nome di tre personaggi immaginari dei fumetti pubblicati dalla DC Comics. Un quarto personaggio ha il nome di Jonni Thunder. È anche il nome di un personaggio LEGO.

## Biografia del personaggio
John L. Thunder è il settimo di sette figli, nato alle 7 di mattina di sabato 7 luglio, e cioè il settimo giorno della settimana (secondo il calendario inglese e americano), del settimo giorno del settimo mese del 1917. Questo fece sì che venisse rapito e venduto da un gruppo di uomini del paese immaginario della Badhnesia che era in attesa di qualcuno nato in quei precisi momenti. Da bambino, a Johnny fu dato il possesso di una specie di genio, il "Thunderbolt", durante un rituale mistico nel giorno del suo settimo compleanno, che avrebbe permesso ai Badhnisiani di utilizzare Johnny per governare il mondo. Tuttavia, il piano venne abolito dopo l'attacco da parte di un paese vicino. Johnny fece ritorno negli Stati Uniti e visse una vita straordinaria finché un giorno, mentre lavava le finestre, convocò accidentalmente il suo Thunderbolt pronunciando le parole magiche Cei-U (pronunciate "say-you"), e che accidentalmente utilizzò per diventare un abile boxer. Johnny visse numerose avventure (ogni volta convocando il suo Thunderbolt con l'utilizzo della parola magica "say-you" come parte della sua parlata quotidiana, non capendo però che era il suo Thunderbolt il vero responsabile degli straordinari eventi che gli giungevano) prima di venire a conoscenza del suo Thunderbolt.
La comparsa di Johnny nella Justice Society of America e nelle sue avventure da protagonista tendevano ad essere delle spassose commedie, dato che i tratti della personalità di Johnny erano descritti come leggermente stupidi, che facevano sì che il più intelligente Thunderbolt possedesse un atteggiamento sarcastico (se non addirittura paziente) verso il suo "capo". Nonostante la sua ricorrente impazienza con la sua stupidità, i colleghi della JSA valutavano genuinamente Johnny come una persona di buon cuore e con una grande dedizione, e lo consideravano un amico. In più, il vasto potere di Thunderbolt contribuì in modo esauriente all'adesione continua di Johnny alla JSA, con i suoi frequenti errori dovuti agli ordini errati impartitigli da Johnny, e fecero sì che gli eroi più esperti tenessero sempre d'occhio i due di quando in quando. Come la maggior parte degli eroi della JSA, il suo fattore di invecchiamento fu grandemente rallentato durante l'incontro con il criminale Ian Karkull.
Le avventure di Johnny cessarono alla fine degli anni quaranta quando fu rimpiazzato nelle storie della JSA da un'eroina che era appena entrata nella squadra, Black Canary. La ragione della sua uscita dalla JSA fu motivata con il fatto che Johnny stava perdendo il controllo sul suo Thunderbolt, a causa di un incantesimo lanciato da un prete badhnisiano rinnegato. Nei primi anni cinquanta, Johnny fu nuovamente rapito da agenti badhnisiani, con l'intenzione di eseguire il loro piano originale di conquista del mondo. Johnny riuscì a farsi aiutare da Superman, e il piano dei quasi-conquistatori fu sventato. Per qualche tempo, Johnny passò del tempo in Badhnesia, insegnando ai nativi del luogo la democrazia. Fece ritorno a casa dopo che il paese elesse il suo primo presidente. Da lì in poi, Johnny si unì alla Justice Society in numerose avventure.

### Crisi sulle Terre Infinite e Ragnorok
Dopo la maxiserie Crisi sulle Terre infinite ci fu l'auto conclusivo Last Days of the Justice Society of America Special (1986). Questo fumetto descrisse il sacrificio di Johnny e dei suoi compagni della JSA una volta che lasciarono il nuovo mondo post-Crisi e finirono nel limbo. A causa delle azioni di Adolf Hitler nell'aprile 1945, comparve sulla Terra un'onda di distruzione come quello di anti-materia comparsa su Crisi. Al fine di fermare il Ragnorok, gli eroi entrarono in una battaglia eterna, lasciando così il mondo.

### Il ritorno di Johnny
L'assenza della JSA e di Johnny Thunder non durò molto. Nel 1992, la DC Comics pubblicò Armageddon: Inferno, la miniserie che fece uscire la Justice Society dal limbo e la portò nel mondo post-Crisi. Fu poi seguito da Justice Society of America (1992-1993). Questa serie mostrò come gli eroi tentarono di ritornare ad una vita "normale". Johnny fu descritto come un uomo in sovrappeso, non vecchio come i suoi compagni, ma nostalgico riguardo al passato. Fu spiegato che prima che entrasse nel limbo, Johnny prestò alla sua figlia adottiva un migliaio di dollari, e che nel tempo che combatté nell'universo, lei creò la Peachy's Frozen Yogurt, una catena di successo di cui Johnny era il proprietario al 50%...e che adesso era davvero ricco. Una cosa che ebbe una grande importanza per Johnny, fu di scoprire che i badhnisiani erano tutti scomparsi. Una visita all'isola di Badhnesia dimostrò che non c'era un solo badhnisiano rimasto. Nel n. 7 Johnny affermò: "Non ce ne furono mai molti...e l'isola magica ne è stata svuotata. T-Bolt era tutto ciò che ne restava, ed è stato con me nel limbo. Sono stati costretti ad andarsene o sono morti di fame". La serie introdusse anche il giovane Kiku, secondo Thunderbolt, l'unico badhnesiano rimasto.
Dopo questa scoperta, Johnny fu mostrato mentre si trovava sotto i sintomi della malattia di Alzheimer. Ad un certo punto arrivò a dimenticarsi dove si trovava la penna magica che conteneva Thunderbolt. La penna finì nelle mani di un giovane afro-americano di nome Jakeem Williams, che prese il nome di Johnny Jakeem Thunder o, più semplicemente, Jakeem Thunder.

### Johnny Thunderbolt
In una successiva battaglia contro Solomon Grundy, Jakeem curò involontariamente Johnny dall'Alzheimer. Sfortunatamente, Johnny finì immediatamente preda di Ultra-Humanite, che si impossessò del suo corpo al fine di comandare i poteri di Thunderbolt. Nella storia "Stealing Thunder", Jakeem è uno dei numerosi eroi che non vengono controllati da Humanite. Infine, Jakeem riuscì a recuperare il controllo su Thunderbolt, ma Johnny Thunder perse la vita. Jakeem, quindi, desiderò che Thunderbolt salvasse la vita di Johnny in qualche modo, così, il genio decise di fondersi con il suo vecchio padrone, creando un nuovo essere con i ricordi di entrambi. Successivamente assunse il nome di Johnny Thunderbolt.
Johnny Thunderbolt aveva l'aspetto di Johnny Thunder, sebbene non è chiaro come interagissero le due personalità nello stesso corpo, e se una delle due fosse predominante sull'altra. La famiglia di Johnny venne informata del suo decesso e il suo funerale ebbe luogo al Valhalla, un cimitero per supereroi. La sua famiglia non seppe mai che continuava a vivere come Thunderbolt. Con il tempo, il Thunderbolt smise di presentare le apparenze di Johnny, anche se continuò a parlare come lui.

### La notte più profonda
Durante il crossover La notte più profonda, il corpo di Johnny venne rianimato come membro del Corpo delle Lanterne Nere.

## Johnny Thunder di Terra-1
Prima della retcon di Crisi sulle Terre Infinite, una versione alternativa di Johnny esisteva su Terra-1. Questa versione era un semplice piccolo criminale senza Thunderbolt. Dopo aver incontrato il Johnny Thunder di Terra-Due, il Johnny Thunder criminale mise fuori gioco la sua controparte con un pugno e prese il controllo di Thunderbolt. Lo utilizzò per rimodellare temporaneamente la Terra-1 così come tutti gli eroi, come Superman, Batman e Lanterna Verde, smisero di esistere, e i loro poteri furono trasferiti nei corpi di alcuni sottoposti di Johnny. I criminali sapevano che Thunderbolt era bloccato dal dover obbedire agli ordini di Johnny Thunder, senza pensare alla distinzione tra le versioni alternative, lasciandolo alla mercé di Johnny Thunder, cattivo o buono che fosse; tuttavia, Thunderbolt tentò di prendere delle scappatoie per dare agli eroi un po' di vantaggio, come informare i criminali che la Justice Society era scomparsa, mentre invece si era travestita da Justice League of America, o costruendo una barriera che teneva fuori i poliziotti, ma non i supereroi.
La versione alternativa di Terra-1 che Johnny creò fu soprannominata Terra-A (cioè, Terra Alternativa). La "Lawless League of Evil" di Johnny Thunder fu sconfitta dalla Justice Society di Terra-2 dopo essere venuti a conoscenza della scomparsa del loro Johnny Thunder, che successivamente si scontrò con la sua versione malvagia sulla Luna, e contro i tre mostri creati da Thunderbolt: Medusa-man, Absorbo-man e Repello-man. Quando il combattimento vide protagonisti infine solo Thunderbolt e Dottor Fate, Johnny Thunder di Terra-1 si ritrovò così malconcio a causa della battaglia tra i due utilizzatori di magia - i cui poteri fallivano nel ferirsi a vicenda - che si arrese e desiderò che tutto ciò non fosse mai accaduto. Le due Terre e i rispettivi eroi furono ricostituiti, con la Justice League che menzionava il loro Johnny Thunder come un piccolo criminale durante il loro incontro. Johnny Thunder di Terra-1 tornò come minaccia in Justice League of America n. 219 e n. 220.

## John Tane
Il secondo Johnny Thunder, completamente non correlato all'originale, comparve per la prima volta in All-American Comics n. 100 nel 1948. Il suo nome era John Stuart Mill Tane e viveva nell'insediamento mormone di Mesa City, Arizona. Figlio di uno sceriffo e di un'insegnante, la madre di Johnny gli fece promettere che non avrebbe mai utilizzato le pistole, ma che invece avrebbe seguito le sue orme. Johnny divenne un insegnante, ma presto si ritrovò in una situazione dove non poté fare altro che utilizzare la violenza. Al fine di mantenere la sua promessa, Johnny creò l'identità di Johnny Thunder, cambiando i suoi abiti e scurendosi i capelli. Così, "Thunder" non era il semplice cognome, facendo così intuire che non esisteva nessuna relazione tra i due Johnny.
In Impulse Annual n. 2 (1997), il back up di una storia rivelò che, al momento della morte di sua madre, Johnny Tane ispirò la creazione della sua seconda identità a quella di Max Mercury. Il giovane Johnny cominciò a pensare che Max fosse un genio, in un ironico riferimento al successivo Johnny Thunder. Infine, Johnny si ritirò dall'azione, sposando l'egualmente ritirata fuorilegge Madame 44, e insieme ebbero un figlio e una figlia.

## Jonni Thunder
Jonni Thunder è una detective privata che comparve per la prima volta nella miniserie del 1985 Jonni Thunder AKA Thunderbolt, scritta da Roy Thomas. Una piccola statua d'oro le diede la capacità di trasformarsi in un Thunderbolt umano, mentre lasciava indietro il suo corpo. In un numero successivo di Infinity, Inc., il Thunderbolt si rivelò essere un alieno ostile fatto di energia, che fu sconfitto venendo imprigionato nella statua, lasciando Jonni senza poteri. Dato che fu creata dall'esperto della Golden Age, Roy Thomas, e comparve come un discendente dell'originale della JSA in Infinity, Inc., una connessione potenziale tra Johnny Thunder poteva essere possibile, ma non si fece mai chiarezza sulla faccenda. Jonni esistette nella Terra-2 prima della Crisi e si vide brevemente sulla Terra che risultò dalla fusione delle Terre del multiverso, mentre prendeva parte ad un convegno di detective.
Nella continuità di Kingdom Come, lei e Black Lightning ebbero un figlio che divenne l'anti-eroe noto come "Lightning", che possedeva i poteri elettrici di entrambi i genitori. Tuttavia, nell'universo DC corrente, la figlia di Black Lightning, Fulmine, che di recente si unì alla JSA, fu identificata come figlia sua e della sua ex-moglie Lynn Stewart.

## Figlio di Johnny Thunder (Will Power of Primal Force)
William Twotrees è il figlio illegittimo dell'eroe degli anni '40 Johnny Thunder e di una donna Apache Jicarilla. Temendo i pregiudizi verso i matrimoni misti, Johnny abbandonò suo figlio, una cosa di cui si pentì profondamente. Tuttavia, sembrò che il partner di Johnny, il Thunderbolt di nome Yz, lasciò il suo segno sul giovane William, che con l'andare del tempo sviluppò dei fantastici poteri simili a quelli di Thunderbolt. Come Will Power, William si unì alla squadra supernaturale/metaumana di eroi dal nome Leymen (alias Primal Force) finché non si sciolse. Lo si vide successivamente cercare suo padre, girando il mondo grazie ad un rock tour in qualità di "luce umana da show".
Dato che Twotrees non ricomparve più dalla cancellazione della serie di Primal Force ne si fece più riferimento a lui nei titoli successivi di Justice Society of America, non è chiaro se la continuità di questa storia esiste ancora nel dopo-Crisi infinita e -Crisi Finale.

## Altri media
Johnny Thunder e Thunderbolt comparvero in tre ruoli senza battute nella serie animata Justice League Unlimited. Lo stesso Johnny comparve nel primo episodio, "Initiation". Thunderbolt comparve in altri due episodi. Comparve in "Initiation", "The Greatest Story Never Told", e nella puntata finale "Destroyer". In "Initiation", lo si vide con Johnny durante il discorso di Superman. In "The Greatest Story never Told", lo si vide aiutare la Justice League nella battaglia contro Mordru senza Johnny. Nella puntata finale, "Destroyer", lo si vede alla fine quando la League scende le scale, sempre senza Johnny.